# Универсальный формат кадра
Универса́льный форма́т ка́дра, УФК — производственная кинематографическая система на 35-мм киноплёнке, разработанная в СССР в 1967 году для съёмки кинофильмов. Особенность формата заключается в том, что изображение занимает всю ширину киноплёнки между перфорациями. При этом исходный кадр негатива никогда не используется полностью, а является основой при печати фильмокопий в других общепринятых прокатных форматах. УФК близок к зарубежной системе «Супер-35», но имеет несколько принципиальных отличий, накладывающих особенности на технологию съёмки.

## Описание
Универсальный формат кадра позволял получать негатив, пригодный для печати прокатных фильмокопий как в классическом, так и в различных широкоэкранных форматах, а также для демонстрации по телевидению с наименьшими потерями изображения. Съёмка могла производиться аппаратурой, предназначенной для обычного формата, сферической (аксиально-симметричной) оптикой со стандартной частотой 24 кадра в секунду. В кинокамере производилась замена кадровой рамки, и при наличии технической возможности оптическая ось объектива смещалась к середине киноплёнки. Принципиальным отличием от других форматов является отсутствие пространства, зарезервированного под оптическую совмещённую фонограмму, и использование всей ширины киноплёнки между перфорациями. Это позволяет повысить информационную ёмкость негатива и получить соотношение сторон кадра 1,56:1, более близкое к основным широкоэкранным форматам. Размер экспонируемого кадра составлял 16×25 мм, позволяя как контактную печать в классическом формате с потерей части изображения слева, так и оптическую печать широкоэкранных и широкоформатных фильмокопий.
Также возможна оптическая печать с масштабом 1:1 в обычном формате и с уменьшением на узких киноплёнках 16-мм и 8-мм. При широкоэкранной печати происходит незначительная потеря симметричных частей изображения сверху и снизу. По телевидению стандартной чёткости с соотношением сторон 4:3 фильм демонстрировался во весь экран с потерей боковой части изображения слева. Наиболее близкое соотношение сторон кадра 1,66:1 обеспечивается в кашетированном формате, но печать таких фильмокопий, требующая оптического уменьшения, стандартом не предусматривалась. Необходимость учитывать возможность печати в различных форматах усложняла работу кинооператора, вынужденного снимать со скрытым кашетированием по разметке видоискателя, но позволяла использовать полученный негатив для печати любых фильмокопий.
Основными считались границы изображения, соответствующего широкоэкранному кадру с соотношением сторон 2,35:1, которое компоновалось оператором в пределах поля размером 10,63×25 мм. Печать в этом случае велась с оптическим увеличением 1,76× при одновременном анаморфировании с коэффициентом 0,5 в горизонтальном направлении. Для изготовления широкоформатных фильмокопий на специально модифицированном кинокопировальном аппарате оптической печати 23МТО-1 с кадра УФК производилась выкопировка участка изображения размером 11,5×25 мм с двукратным увеличением на 70-мм киноплёнку. Небольшие потребности отечественного кинопроката в широкоформатных фильмокопиях позволяли печатать их непосредственно с негатива УФК, без промежуточного дубль-негатива. В результате, качество изображения оставалось приемлемым, несмотря на увеличение.
Из-за близости границ широкоэкранного кадра широкоформатному, последний в видоискателе не размечался. Во время съёмки оператор следил за тем, чтобы сюжетно важные части кадра не выходили за пределы поля широкоэкранного изображения, но появление за его границами посторонних предметов со съёмочной площадки (микрофоны, прожекторы) не допускалось для возможности печати в обычном формате всей высоты кадра. Декорации строились также с учётом полной высоты кадра. Дополнительным ограничением была недопустимость расположения сюжетно важных предметов и лиц в левой части кадра, обрезаемой при контактной печати.
Первый фильм в формате УФК «Нейлон 100%» снят доработанными киносъёмочными аппаратами «Mitchell BNC» и «Конвас-автомат» на киностудии «Мосфильм» в 1973 году. Премьера состоялась 14 января 1974 года. Следующим стал широкоформатный «Романс о влюблённых», часть которого отснята на 70-мм киноплёнку, а основной материал увеличен с негатива УФК. В течение 1974 года формат использован для съёмки ещё нескольких картин: «Они сражались за Родину», «Единственная дорога», «Бегство мистера Мак-Кинли», «Легенда о Тиле» и «Маршрут в бессмертие». Позднее список пополнили «Сказ про то, как царь Пётр арапа женил» (1976), «Мимино» (1978), «Экипаж» (1980), «Тегеран-43» (1981) и «Сказка странствий» (1983). Всего в формате УФК снято более 30 кинокартин, многие из которых выходили на экран в широкоформатном варианте. В начале 1990-х годов производство своей киноаппаратуры в России было свёрнуто, и формат УФК больше нигде не использовался. Съёмка современных отечественных фильмов производится зарубежной цифровой или плёночной киносъёмочной аппаратурой форматов «Супер-35» или «Супер-16».
При подготовке видеорелизов на оптических видеодисках соотношение сторон изображения, снятого в формате УФК может быть как 4:3, так и 16:9, в зависимости от используемого стандарта разложения. Видеокопии одного и того же фильма на разных носителях могут иметь различное соотношение сторон, ни одно из которых не является искажением оригинала, поскольку система не имеет собственного формата изображения.

## Совтехнископ
Кроме основного варианта УФК с шагом кадра в 4 перфорации, на киностудии «Мосфильм» был разработан формат с укороченным шагом в 3 перфорации, рассчитанный на специальную технологию печати фильмокопий. Из-за некоторого сходства с системой «Технископ» этот вариант УФК в некоторых источниках упоминается под названием «Совтехнископ». Размер кадра при этом составлял 25×12,8 мм, что на 30% больше по площади, чем оригинальный «Технископ». С такого негатива оптическим кинокопировальным аппаратом «23МТО-1» с двукратным увеличением печатался мастер-позитив на 70-мм широкоформатной киноплёнке, который мог служить для печати дубль-негатива как широкоэкранного, так и обычного форматов. Широкоэкранные контратипы изготавливались аппаратом «23ЛТО-1» с анаморфотным объективом, и в дальнейшем использовались для тиражирования таких же фильмокопий. За счёт широкоформатного промежуточного позитива эти фильмокопии ничем не уступали таким же, отпечатанным с анаморфированного широкоэкранного негатива. 
Аппаратом «23РТО-1» печатались контратипы обычного формата с пансканированием, пригодные для изготовления как 35, так и 16-мм фильмокопий. Исходный негатив мог быть также использован для контактной печати кашетированных фильмокопий с кадром 22×12,8 мм и незначительным срезанием части изображения слева. Соотношение сторон кадра полученной фильмокопии было близким к стандартным кашетированным форматам: 1,72:1. Кроме преимуществ сферической оптики и экономии 25% негативной киноплёнки система «Совтехнископ» обеспечивала гибкость при выборе формата фильмокопий, поскольку широкоформатный интерпозитив позволял осуществлять перевод с пансканированием в обычный и узкоплёночные форматы без дезанаморфирования и потери качества. В то же время, система предусматривала использование киносъёмочной аппаратуры с нестандартным шагом кадра, что предопределило её ограниченное распространение в советском кинопроизводстве. Кинооператором В. Я. Эпштейном по технологии «Совтехнископ» был отснят экспериментальный фильм из двух частей, но о создании таким способом полнометражных картин ничего не известно.

## Отличия от системы «Супер-35»
По большинству параметров УФК совпадает со своим зарубежным аналогом «Супер-35», поэтому часто эти две системы путают или считают одним форматом. Это неверно в силу ряда принципиальных отличий, одно из которых — размер кадра, который в советском формате по высоте соответствовал обычному, а по ширине превосходил современный ему «Суперскоп». Размеры кадра формата «Супер-35» составляют 18,66×24,89 мм, и межкадровый промежуток практически отсутствует, затрудняя склейку при физическом монтаже. При съёмке по системе «Супер-35» кадр всегда компонуется симметрично во всю ширину, поскольку не рассчитан на контактную печать в классическом формате. Обе киносистемы — УФК и «Супер-35» — появились в результате попыток оптимизации кинопроизводства в эпоху бурного развития телевидения и широкоэкранного кино, но разрабатывались независимо друг от друга.